# Anielin (powiat złotowski)
Anielin – kolonia w Polsce położona w województwie wielkopolskim, w powiecie złotowskim, w gminie Okonek.
W latach 1975–1998 miejscowość administracyjnie należała do województwa pilskiego.